# Aleksandr Tarnowski
Aleksandr Tarnowski, w Polsce używał imienia Aleksander ros. Александр Адамович Тарновский (ur. 30 grudnia 1897?/11 stycznia 1898 w Komarowie na Podolu, zm. 27 listopada 1972 w Kijowie) – pułkownik Armii Czerwonej, generał brygady Ludowego Wojska Polskiego, prezes Najwyższego Sądu Wojskowego WP (1944–1945), szef Departamentu Sprawiedliwości MON (1945).

## Życiorys
Urodzony w polskiej rodzinie chłopa Adama Tarnowskiego, został ślusarzem, w lutym 1917 powołany do rosyjskiej armii, pod koniec 1917 wstąpił do Czerwonej Gwardii, później Armii Czerwonej. Żołnierz Odeskiego Robotniczego Pułku, walczył z oddziałami „białych” armii, w październiku 1919 ranny, od 15 lutego do 1 lipca 1920 w artylerii 41 Dywizji 14 Armii. Od lipca 1920 członek Rosyjskiej Komunistycznej Partii (bolszewików). W 1920 skończył Szkołę Artylerii i Szkołę Czerwonych Komunardów w Moskwie, w sierpniu 1920 podczas natarcia Armii Czerwonej na Warszawę był w dyspozycji TKRP w Białymstoku. Po porażce Armii Czerwonej w Bitwie Warszawskiej wrócił do Rosji sowieckiej i od września 1920 do września 1921 brał udział w walkach przeciwko chłopskiemu powstaniu w guberni tambowskiej. W 1923 skończył Wyższą Wojskową Szkołę Pedagogiczną w Kijowie. Pracował w administracji i sądownictwie wojskowym, w latach 1923–1924 był prokuratorem generalnym w Odessie, do 1928 był sędzią ludowym w Odessie i Proskurowie na Podolu, 1923–1928 członek Biura Polskiego Gubernialnych Komitetów Komunistycznej Partii (bolszewików) Ukrainy w tych miastach. W latach 1928–1931 przewodniczący Powiatowych Komitetów Wykonawczych w Bielajewie w guberni odeskiej i Owruczu w guberni wołyńskiej. W latach 1931–1932 studiował w Instytucie Inżynieryjnym Kinomechaników w Kijowie. W latach 1933–1938 był przewodniczącym Trybunału Wojskowego Wojsk Wewnętrznych i Pogranicznych OGPU Okręgu Kijowskiego, następnie w Turkmeńskiej SRR. W 1939 wrócił do pracy w Kijowie. Zastępca przewodniczącego Trybunału Wojskowego Odeskiego Okręgu Wojskowego, członek Trybunału Wojskowego Frontu Południowego, przewodniczący Trybunału Wojskowego 24 Armii Frontu Południowego, przewodniczący Trybunału 10 Gwardyjskiego Uralskiego Ochotniczego Korpusu Pancernego. 2 marca 1944 w stopniu pułkownika skierowany do służby w Polskich Siłach Zbrojnych w ZSRR, został szefem Sądu Polowego 1 Korpusu Polskich Sił Zbrojnych w ZSRR. Od kwietnia 1944 przewodniczący/prezes Sądu Polowego 1 Armii WP. 15 września 1944 został prezesem Najwyższego Sądu Wojskowego WP. 3 listopada 1944 Prezydium KRN mianowało go generałem brygady od dnia 11 listopada 1944. W 1945 był szefem Departamentu Sprawiedliwości MON, od grudnia 1945 do lutego 1946 w dyspozycji MON. Nadał sądownictwu WP represyjny charakter, organizując je na wzór ZSRR. 15 lutego 1946 zakończył służbę w WP i wrócił do dyspozycji Głównego Zarządu Kadr Armii Czerwonej. Został przewodniczącym Trybunału Wojskowego Okręgu Wojskowego w Kijowie (do 1951). Od 1952 w stanie spoczynku. Działacz kombatancki w Kijowie. Zmarł 27 listopada 1972 w Kijowie.

## Ordery i odznaczenia
- Order Czerwonego Sztandaru (ZSRR, 16 lutego 1945)
- Order Wojny Ojczyźnianej (ZSRR)
- Order Czerwonej Gwiazdy (ZSRR, 3 listopada 1944)
- Medal „Za zwycięstwo nad Niemcami w Wielkiej Wojnie Ojczyźnianej 1941–1945” (ZSRR)
- Krzyż Komandorski Orderu Odrodzenia Polski (1945)
- Srebrny Krzyż Zasługi (11 maja 1945)[1]